# Relaciones Unión Europea-micro-Estados europeos

Los cinco microestados europeos y la UE (azul):

Aparte de Malta, el cual ya es miembro de la Unión Europea, ningún otro microestado europeo (Andorra, Liechtenstein, San Marino, Ciudad del Vaticano y Mónaco) ha solicitado por ahora su ingreso en la UE. Estos estados europeos son integrables en la UE a la luz de los requisitos que se le imponen a cualquier estado europeo que solicite la adhesión —en base al artículo 49 del Tratado de Ámsterdam— y que no son otros que los definidos por los Consejos Europeos de Copenhague de junio de 1993 y de Madrid de diciembre de 1995. Ya que desde el punto de vista de los criterios de Copenhague sobre respeto a la democracia y a la economía de mercado, los microestados europeos pueden aceptar tales principios y su correspondiente plasmación reglamentaria sin graves problemas. Incluso, pueden aceptar los principios de la Unión Económica y Monetaria. En cuanto a la asunción de normativas comunitarias de libertades, normas comunes y políticas interiores y exteriores habría muchos bloqueos y dificultades (muy ciertamente en Andorra por su especificidad) y, en todo caso, la asunción de algunas partes del acervo comunitario exigiría plazos de carencia adecuados.
La relación concreta de cada uno de ellos con la UE difiere ligeramente y está también condicionada por su estatus constitucional y sus relaciones respectivas con uno u otro de los EEMM. Así, San Marino dispone de un Acuerdo general de cooperación con la UE, aparte de su relación con Italia; Mónaco se relaciona con la UE a través de Francia y estaba negociando un acuerdo específico para participar en una parte concreta del acervo comunitario (productos farmacéuticos) y Liechtenstein es miembro de pleno derecho del EEE. Del mismo modo, Andorra dispone de un Acuerdo general de cooperación con la UE, aparte de su relación con España y Francia.
Actualmente una de las principales relaciones de algunos de estos Estados con la Unión es el euro, ya que con la entrada en vigor del euro la UE redefinió las relaciones monetarias con los Estados vecinos que no tenían moneda nacional y usaban las monedas algunos de los Estados miembros de la eurozona, es decir, Mónaco, San Marino y el Vaticano. Debido a esto se realizaron una serie de convenios monetarios, los cuales han definido las condiciones en las que estos Estados pueden utilizar el euro y pueden acuñar cierta cantidad de moneda. Andorra disponía de una moneda propia aunque de facto se usaban los billetes y monedas franceses y españoles como moneda, por lo que lleva usando el euro desde su introducción. Tras 8 años de negociación, el 30 de junio de 2011, Andorra firmó un acuerdo monetario con la Unión Europea para emitir sus propias monedas de euro a partir del 1 de julio de 2013, aunque la emisión se retrasó hasta el 23 de diciembre de 2014.
Por su parte Liechtenstein no ha adoptado el euro, ya que este país tiene una unión económica con Suiza y utiliza el franco suizo como moneda nacional, pero es el único microestado (sin contar a Islandia, por su población), que forma parte del Espacio Económico Europeo, desde el 1 de mayo de 1995, y del espacio Schengen, desde febrero del 2008, al ser miembro de la Asociación Europea de Libre Comercio (EFTA).

## Andorra
Las relaciones Andorra-Unión Europea son las relaciones internacionales entre la Unión Europea y Andorra. Andorra participa en la Unión Aduanera de la UE  desde 1991, gracias a un acuerdo de 28 de junio de 1990. En 1995, el Acuerdo fue enriquecido con la libre práctica aduanera por la que Andorra se constituía en aduana exterior de la UE  y el Consejo Europeo de Madrid de diciembre de 1995 instó a la Comisión a desarrollar nuevas áreas de cooperación con Andorra, que cristalizó en el Acuerdo de Cooperación entre la Comunidad Europea y el Principado de Andorra de 2004 (firmado el 15/11/2004 y con entrada en vigor el 01/07/2005) y el Protocolo por el que se amplia a las medidas de seguridad aduaneras el Acuerdo de 1990 (de 27/01/2011 y entrada en vigor el 01/01/2012).

## Integración futura
En noviembre de 2012, después de que el Consejo de la Unión Europea pidiera una evaluación de las relaciones entre los microestados y la Unión Europea con los microestados europeos soberanos de Andorra, Mónaco y San Marino, que ellos describieron como "fragmentados".
 La Comisión Europea publicó un informe en el que se exponían las opciones para su ulterior integración en la UE. A diferencia de Liechtenstein, que es miembro del Espacio Económico Europeo (EEE) a través de la Asociación Europea de Libre Comercio (AELC) y del Acuerdo de Schengen, las relaciones con estos tres estados se basan en una recopilación de acuerdos que abarquen cuestiones específicas. El informe examinó cuatro alternativas a la situación actual: 1) un enfoque sectorial con acuerdos separados con cada estado que abarcan todo un área de política; 2) un acuerdo marco de asociación global y multilateral con los tres estados; 3) membresía al EEE; 4) membresía a la UE. La Comisión argumentó que el enfoque sectorial no abordaba las cuestiones principales y seguía siendo innecesariamente complicado, mientras que la adhesión a la UE fue rechazada en un futuro próximo porque "las instituciones de la UE no están actualmente adaptadas a la adhesión de esos países de tamaño reducido". Las restantes opciones, la afiliación a la AEMA y una FAA con los estados, resultaron viables y fueron recomendadas por la Comisión. En respuesta, el Consejo pidió que prosiguieran las negociaciones con los tres microestados sobre la ulterior integración y que se preparara un informe para finales de 2013 detallando las consecuencias de las dos alternativas viables y recomendaciones sobre la manera de proceder.
Dado que actualmente los miembros de la AELC sólo están abiertos a los miembros de la AELC o de la UE, se requiere el consentimiento de los Estados miembros de la AELC para que los microestados se unan al EEE sin pasar a ser miembros de la UE. En 2011, Jonas Gahr Støre, el entonces Ministro de Relaciones Exteriores de Noruega, que es un Estado miembro de la AELC, dijo que la pertenencia de la AELC / EEE a los microestados no era el mecanismo apropiado Para su integración en el mercado interior debido a sus diferentes requisitos de países grandes como Noruega, y sugirió que una asociación simplificada sería más adecuada para ellos. Espen Barth Eide, el sucesor de Støre, respondió al informe de la Comisión a finales de 2012 cuestionando si los microestados tienen capacidad administrativa suficiente para cumplir con las obligaciones de la membresía en el EEE. Sin embargo, declaró que Noruega estaba abierta a la posibilidad de ser miembros de la AELC para los microestados si decidieran presentar una solicitud y que el país no había tomado una decisión definitiva al respecto. Pascal Schafhauser, Consejero de la Misión de Liechtenstein ante la UE, dijo que Liechtenstein, otro Estado miembro de la AELC, estaba dispuesto a discutir la adhesión de la EEA a los microstatos siempre que su incorporación no obstaculizara el funcionamiento de la organización. Sin embargo, sugirió que se debía considerar la opción de afiliación directa en el EEE a los microestados, fuera de la AELC y de la UE.
El 18 de noviembre de 2013, la Comisión Europea publicó su informe en el que se llegó a la conclusión de que "la participación de los países de tamaño pequeño en el EEE no se considera una opción viable por razones políticas e institucionales", mecanismo más viable para integrar los microestados en el mercado interior, preferiblemente a través de un solo acuerdo multilateral con los tres estados. En diciembre de 2014, el Consejo de la Unión Europea aprobó las negociaciones sobre un acuerdo de este tipo, y comenzaron en marzo de 2015.